# Elezioni generali in Perù del 1980
Le elezioni generali in Perù del 1980 si tennero il 18 maggio per l'elezione del Presidente e il rinnovo del Congresso della Repubblica.

## Risultati

### Elezioni presidenziali
| Candidati                    | Partiti                                             | Voti      | %     |
| ---------------------------- | --------------------------------------------------- | --------- | ----- |
| Fernando Belaúnde Terry      | Azione Popolare                                     | 1 793 190 | 44,93 |
| Armando Villanueva del Campo | Alleanza Popolare Rivoluzionaria Americana          | 1 087 188 | 27,24 |
| Luis Bedoya Reyes            | Partito Popolare Cristiano                          | 382 547   | 9,58  |
| Hugo Blanco Galdós           | Partito Rivoluzionario dei Lavoratori               | 160 713   | 4,03  |
| Horacio Zevallos Gámez       | Unione della Sinistra Rivoluzionaria                | 134 321   | 3,37  |
| Leonidas Rodriguez Figueroa  | Unità della Sinistra                                | 116 890   | 2,93  |
| Carlos Malpica Santiesteban  | Unità Democratica Popolare                          | 98 452    | 2,47  |
| Róger Cáceres Velásquez      | Fronte Nazionale dei Lavoratori e dei Contadini     | 81 647    | 2,05  |
| Genaro Ledesma Izquieta      | Fronte Operaio Contadino Studentesco e Popolare     | 60 853    | 1,52  |
| Carlos Carrillo Smith        | Unione Nazionale Odriista                           | 18 170    | 0,46  |
| Javier Tantaleán Vanini      | Organizzazione Politica della Rivoluzione Peruviana | 17 737    | 0,44  |
| Gustavo Mohme Llona          | Azione Politica Socialista                          | 11 607    | 0,29  |
| Alejandro Tudela Garland     | Movimento Democratico Pradista                      | 9 875     | 0,25  |
| Waldo Fernandez Durán        | Movimento Popolare di Azione e Integrazione Sociale | 9 350     | 0,23  |
| Luciano Castillo Coloma      | Partito Socialista del Perù                         | 8 714     | 0,22  |
| Totale                       | Totale                                              | 3 991 254 | 100   |

### Elezioni parlamentari

#### Camera dei deputati
| Liste                                               | Voti      | %     | Seggi |
| --------------------------------------------------- | --------- | ----- | ----- |
| Azione Popolare                                     | 1 413 233 | 38,92 | 98    |
| Alleanza Popolare Rivoluzionaria Americana          | 962 801   | 26,51 | 58    |
| Partito Popolare Cristiano                          | 348 578   | 9,60  | 10    |
| Unione della Sinistra Rivoluzionaria                | 172 430   | 4,75  | –     |
| Unità Democratica Popolare                          | 156 415   | 4,31  | –     |
| Partito Rivoluzionario dei Lavoratori               | 151 447   | 4,17  | –     |
| Unità della Sinistra                                | 124 751   | 3,44  | 10    |
| Fronte Nazionale dei Lavoratori e dei Contadini     | 93 416    | 2,57  | 4     |
| Fronte Operaio Contadino Studentesco e Popolare     | 61 248    | 1,69  | –     |
| Unità Nazionale                                     | 31 443    | 0,87  | –     |
| Movimento Democratico Pradista                      | 22 573    | 0,62  | –     |
| Azione Politica Socialista                          | 22 708    | 0,63  | –     |
| Organizzazione Politica della Rivoluzione Peruviana | 21 609    | 0,60  | –     |
| Movimento Popolare di Azione e Integrazione Sociale | 16 493    | 0,45  | –     |
| Partito Socialista del Perù                         | 9 786     | 0,27  | –     |
| Indipendenti                                        | 22 408    | 0,62  | –     |
| Totale                                              | 3 631 339 | 100   | 180   |